# Roma Jazz Festival
Das Roma Jazz Festival ist ein seit 1976 jährlich in Rom stattfindendes Jazz-Festival.
Anfangs war es Teil des römischen Kulturprogramms während des Sommers, wurde aber später in den Herbst verlagert (Oktober, November). Es ist mehrfach in Rom umgezogen und findet heute im Auditorium Parco della Musica statt. Getragen wird es von der IMF (International Music Festival, gegründet 2006) von Mario Ciampà, dem Gründer des Festivals und künstlerischem Leiter, in enger Zusammenarbeit mit städtischen Kulturbeauftragten in Rom. Sie organisiert auch das Roma Blues Festival, das Roma Gospel Festival und das Festival del Mediterraneo.
Im Lauf der Jahre spielten hier unter anderem Miles Davis, Dizzy Gillespie, Modern Jazz Quartet, Sarah Vaughan, Gato Barbieri, Gerry Mulligan, Woody Herman, Richard Galliano, John McLaughlin, Joe Henderson, Betty Carter, Tânia Maria,  McCoy Tyner, Chick Corea, David Murray, Pharoah Sanders, Jim Hall, Sonny Rollins, Wayne Shorter, Ray Charles, Egberto Gismonti, Diana Krall und Norah Jones auf.
An Nicht-Jazz-Musikern Bob Dylan, B. B. King, Fats Domino.
2011 traten zum Beispiel Enrico Rava, Stefano Bollani, Dee Dee Bridgewater und Pat Metheny auf.
2012 traten Manu Katché, Aldo Romano, Louis Sclavis, Henri Texier, Herbie Hancock (Solo), Gianluca Petrella auf.
Das Festival setzt jährliche Schwerpunktthemen, zum Beispiel 2012 Visual Jazz.